# Калинино (Симферопольский район)
Кали́нино (укр. Калініне, крымскотат. Kalinino, Калинино) — упразднённое село в Симферопольском районе Крыма, включённое в состав села Первомайского.

## История
Еврейская колония Земледелец возникла в 1925 году, когда советские власти приступили к организованному переселению евреев в Крым. Уже в Списке населённых пунктов Крымской АССР по Всесоюзной переписи 17 декабря 1926 года, в еврейской колонии Земледелец, Карача-Кангилского сельсовета Симферопольского района, числилось 30 дворов, из них 29 крестьянских, население составляло 159 человек, из них 13 русских, 3 украинца 143 еврея. В 1941 году село называлось Калининск. Вскоре после начала отечественной войны часть еврейского населения Крыма была эвакуирована, из оставшихся под оккупацией большинство расстреляны.
После освобождения Крыма, 12 августа 1944 года было принято постановление № ГОКО-6372с «О переселении колхозников в районы Крыма» и в сентябре 1944 года в район приехали первые новосёлы (214 семей) из Винницкой области, а в начале 1950-х годов последовала вторая волна переселенцев из различных областей Украины. С 25 июня 1946 года в составе Крымской области РСФСР. В 1950 году Калинино было включено в колхоз «1 мая» (объединённый в 1956 году с колхозом им. Кирова). 26 апреля 1954 года Крымская область была передана из состава РСФСР в состав УССР. Решением Крымоблисполкома от 8 сентября 1958 года № 834 село Калинино объединено с Первомайским, как фактически слившиеся между собой.